# Mossad Le'aliyah Bet
Le Mossad Leʿaliyah Bet est une branche de l'organisation Haganah active de 1938 à 1952.
Mossad signifie en hébreu institut ; le mot hébreu aliyah (littéralement, « la montée ») désigne couramment l'immigration vers la terre d'Israël, tandis que beth (l'équivalent hébreu de la lettre « B ») suggère ici quelque chose de non officiel ou de secret. La plupart des immigrants étaient des Juifs persécutés par le régime nazi ou des survivants de la Shoah. Au lendemain de la Seconde Guerre Mondiale, face au refus britannique d'autoriser les juifs à gagner la Palestine, elle organisa une vaste campagne d'immigration illégale qui permit à 70 700 migrants de gagner clandestinement le territoire entre août 1945 et mai 1948.